# Лукасов професор
Лукасов професор по математика е академична длъжност в Кеймбриджкия университет, създадена през 1663 от Хенри Лукас, бивш член на Парламента от Кеймбриджкия университет, и утвърдена официално на 18 януари 1664 от крал Чарлз II.
Лукас завещава на университета библиотеката си от 4 хиляди тома и парична сума за покупка на земя, която да осигури годишен доход от 100 английски лири за заемащия професорската длъжност.

## Списък на Лукасовите професори
| Година на заемане | Име                    | Специалност                                      | Продължителност в години |
| ----------------- | ---------------------- | ------------------------------------------------ | ------------------------ |
| 1664              | Айзък Бароу            | класически науки и математика                    | 6                        |
| 1669              | Исак Нютон             | математика и физика                              | 33                       |
| 1702              | Уилям Уистън           | математика                                       | 9                        |
| 1711              | Никълъс Сандърсън      | математика                                       | 28                       |
| 1739              | Джон Колсън            | математика                                       | 21                       |
| 1760              | Едуард Уоринг          | математика                                       | 38                       |
| 1798              | Айзък Милнър           | математика и химия                               | 22                       |
| 1820              | Робърт Удхаус          | математика                                       | 2                        |
| 1822              | Томас Търтън           | математика                                       | 4                        |
| 1826              | Джордж Бидъл Еъри      | астрономия                                       | 2                        |
| 1828              | Чарлз Бабидж           | математика и изчисления                          | 11                       |
| 1839              | Джошуа Кинг            | математика                                       | 10                       |
| 1849              | Джордж Гейбриъл Стоукс | физика и механика на флуидите                    | 54                       |
| 1903              | Джоузеф Лармър         | физика                                           | 29                       |
| 1932              | Пол Дирак              | физика                                           | 37                       |
| 1969              | Джеймс Лайтхил         | механика на флуидите                             | 10                       |
| 1979              | Стивън Хокинг          | теоретична физика и космология                   | 30                       |
| 2009              | Майкъл Грийн           | теоретична физика                                | 6                        |
| 2015              | Майкъл Кейтс           | статистическа механика на кондензираната материя | -                        |